# Sharon Eyal
Sharon Eyal, née à Jérusalem est une danseuse et chorégraphe israélienne.

## Biographie
Sharon Eyal est longtemps danseuse dans la compagnie israélienne Batsheva, de 1990 à 2008. Elle s’y initie à la chorégraphie, puis en devient directrice associée dans un premier temps, et dans un second temps chorégraphe résidente. Parmi ses inspirations figure Ohad Naharin, lui aussi danseur devenu chorégraphe et impliqué dans la compagnie Batsheva.
Elle est régulièrement invitiée à présenter ses chorégraphies au Festival Montpellier Danse, comme House en 2014, Love Chapter 2 en 2017, The Brutal Journey of the Heart en 2021
Elle conçoit également des chorégraphies pour des défilés de mode, notamment pour Dior en 2018 aux côtés de la styliste Maria Grazia Chiuri,. En 2021, lorsqu’Eyal chorégraphie L’Après-midi d’un faune pour le ballet de l’Opéra de Paris, c’est la styliste de Dior qui réalise les costumes de la pièce.